# Лаос на летних Олимпийских играх 2008
Олимпийская сборная Лаоса приняла участие в летних Олимпийских играх 2008 года, отправив в Пекин четырёх спортсменов в двух видах спорта: лёгкой атлетике и плавании. По итогам игр спортсмены из Лаоса не завоевали ни одной олимпийской медали.

## Лёгкая атлетика
| Спортсмен           | Дисциплина      | Предварительные забеги | Предварительные забеги | Четвертьфинал | Четвертьфинал | Полуфинал | Полуфинал | Финал     | Финал     |
| Спортсмен           | Дисциплина      | Результат              | Место                  | Результат     | Место         | Результат | Место     | Результат | Место     |
| ------------------- | --------------- | ---------------------- | ---------------------- | ------------- | ------------- | --------- | --------- | --------- | --------- |
| Суксаван Тонсактева | Мужчины - 100 м | 11.51                  | 78                     | не прошёл     | не прошёл     | не прошёл | не прошёл | не прошёл | не прошёл |
| Филайлак Сакпасеут  | Женщины - 100 м | 13.82                  | 81                     | не прошла     | не прошла     | не прошла | не прошла | не прошла | не прошла |

## Плавание
| Спортсмен           | Дисциплина                    | Квалификация | Квалификация | Полуфинал | Полуфинал | Финал     | Финал     |
| Спортсмен           | Дисциплина                    | Результат    | Место        | Результат | Место     | Результат | Место     |
| ------------------- | ----------------------------- | ------------ | ------------ | --------- | --------- | --------- | --------- |
| Теппитак Чиндавонг  | Мужчины — 50 м вольным стилем | 29.31        | 86           | не прошёл | не прошёл | не прошёл | не прошёл |
| Вилайфоне Вонгпачан | Женщины — 50 м вольным стилем | 34.79        | 84           | не прошла | не прошла | не прошла | не прошла |